# 汪應軫
汪應軫（1490年—1547年），字子宿，號青湖、學者私諡清憲先生，浙江承宣布政使司紹興府山陰縣（今浙江省紹興市）人，明朝政治人物、進士出身。

## 生平
正德十一年（1516年），丙子浙江鄉試中第十六名舉人。正德十二年（1517年），聯捷丁丑科会试第二名，二甲十八名進士，改庶吉士。正德十四年，明武宗南巡之爭中，反對明武宗，受杖刑幾死；之後出官泗州知州。
嘉靖元年（1522年），任戶科給事中。嘉靖三年，出任江西僉事。居二年，辭職歸鄉。嘉靖十四年十月起用為故官，提督學政。父喪丁憂回鄉，服闋不久病亡。

## 著作
著有《青湖集》。

## 家族
曾祖汪徽，贈兵部郎中。祖父汪镃，兵部郎中，進階朝列大夫。父汪似穀。母董氏。重庆下。兄應璧。弟應房、应翼、应张、应室、应星、应斗。子汪延艮。

## 延伸阅读
[在维基数据编辑]
 《明史卷二百〇八》，出自《明史》